# TLC: Tables, Ladders & Chairs (2012)
TLC: Tables, Ladders & Chairs (2012) foi a quarta edição anual do evento em pay-per-view de wrestling profissional TLC: Tables, Ladders & Chairs produzido pela WWE. Aconteceu em 16 de dezembro de 2012, no Barclays Center em Brooklyn, Nova Iorque.

## Antes do evento
TLC: Tables, Ladders & Chairs (2012) teve lutas de wrestling profissional de diferentes lutadores com rivalidades e histórias pré-determinadas que se desenvolverão no Raw, SmackDown, Main Event e Saturday Morning Slam — programas de televisão da WWE, tal como nos programas transmitidos pela internet - NXT  e Superstars. Os lutadores interpretarão um vilão ou um mocinho seguindo uma série de eventos para gerar tensão, culminando em várias lutas.
No Hell in a Cell, Big Show derrotou Sheamus e conquistou o World Heavyweight Championship pela segunda vez na carreira. Sheamus usou sua revanche pelo título no Survivor Series. Durante a luta, antes que Sheamus aplicasse um Brogue Kick, Show puxou o árbitro Scott Armstrong para sua frente e o nocauteou, causando sua desqualificação e pelas estipulações, Show manteve o título. Após a luta, Sheamus começou a atacar Show com cadeiras. No SmackDown de 23 de novembro, foi anunciada uma luta com cadeiras pelo título de Show no TLC.
Também no Hell in a Cell, CM Punk derrotou Ryback em uma luta Hell in a Cell com a ajuda no árbitro Brad Maddox e manteve o WWE Championship. Punk novamente manteve o título contra Ryback e John Cena no Survivor Series após interferência de Seth Rollins, Roman Reigns e Dean Ambrose. No Raw de 26 de novembro, Ryback após derrotar Titus O'Neil recusou-se a sair do ringue até que Vickie Guerrero aceitasse colocá-lo em uma luta Tables, Ladders, and Chairs pelo WWE Championship de Punk no TLC. Vickie sem escolha, acabou aceitando. No dia 4 de dezembro, Punk teve que sofrer uma cirurgia no joelho, devido a um ataque de Ryback na noite anterior no Raw, ficando assim impossibilitado de competir no TLC.
No Survivor Series, o Campeão Intercontinental Kofi Kingston foi eliminado da luta Survivor Series por Wade Barrett. No Raw de 19 de novembro, Barrett derrotou Kingston em uma luta sem o título em jogo. Na semana seguinte, foi anunciada uma luta entre ambos no TLC pelo título de Kingston.
No Raw de 22 de outubro, AJ Lee foi demitida do cargo de gerente geral e substituída por Vickie Guerrero que tornou-se a Supervisora Administrativa. A partir de então, Vickie tentou provar que AJ e John Cena estavam envolvidos romanticamente, mostrando vídeos, ligações e chamando testemunhas oculares. Durante o pré-show do Hell in a Cell, Cena respondia perguntas feitas pelo Tout sobre o escândalo e uma delas era de Dolph Ziggler, que zombava dele. Logo após, Ziggler foi ao ringue atacar Cena, que conseguiu escapar. No Raw de 3 de dezembro, Mr. McMahon convenceu Vickie Guerrero a marcar uma luta de escadas no TLC entre Cena e Ziggler pelo contrato Money in the Bank pelo World Heavyweight Championship de Ziggler.
No Survivor Series, Seth Rollins, Roman Reigns e Dean Ambrose atacaram Ryback durante sua luta contra Punk pelo WWE Championship, o jogando na mesa dos comentaristas. No Raw de 19 de novembro, os três voltaram a atacar Ryback, o jogando novamente na mesa dos comentaristas. Na semana seguinte, os lutadores revelaram que o nome do seu grupo era The Shield. No mesmo dia, no evento principal, após Punk derrotar Kane, os três membros do grupo o atacaram. Daniel Bryan e Ryback vieram ao ringue para tentarem o ajudar, mas também foram atacados. No dia 4 de dezembro, após Punk realizar uma cirurgia no joelho e ficar impossibilitado de competir no TLC contra Ryback, Mr. McMahon anunciou no site da WWE uma luta Tables, Ladders, and Chairs de trios entre os membros da The Shield contra  Kane, Daniel Bryan e Ryback.
No Survivor Series, Antonio Cesaro derrotou R-Truth para manter o United States Championship. No Raw de 3 de dezembro, Cesaro derrotou Truth, Kofi Kingston e Wadde Barrett em uma Luta Fatal-Four-Way também pelo United States Championship. No Main Event de 5 de dezembro, Truth juntamente com Barrett interferiram na luta entre Cesaro e Kingston. Logo após, os quatro começaram uma luta de duplas, com Kingston e Truth saindo com a vitória. Nas gravações do SmackDown de 7 de dezembro, Truth novamente voltou a atacar Cesaro. Então, uma luta foi marcada para o TLC entre Cesaro e R-Truth pelo United States Championship.
No Raw de 10 de dezembro, foi realizada uma Luta Fatal 4-Way de duplas entre o Team Rhodes Scholars (Cody Rhodes e Damien Sandow), The Usos (Jimmy e Jey Uso), Prime Time Players (Titus O'Neil e Darren Young) e Primo e Epico para determinar os adversários de Rey Mysterio e Sin Cara no TLC em uma Luta de mesas para definir os desafiantes ao WWE Tag Team Championship, que foi vencida por Rhodes e Sandow.
Também no Raw de 10 de dezembro, foi anunciada para o pré-show do TLC transmitido pelo YouTube uma Santa's Helper Battle Royal para determinar a desafiante ao Divas Championship entre AJ Lee, Aksana, Alicia Fox, Layla, Kaitlyn, Rosa Mendes, Tamina Snuka e Natalya. No dia 12 de dezembro, AJ Lee foi retirada da luta e Cameron e Naomi adicionadas.

## Evento
| Papel:                       | Nome:                               |
| ---------------------------- | ----------------------------------- |
| Comentaristas                |                                     |
| Michael Cole                 |                                     |
| Jerry "The King" Lawler      |                                     |
| John "Bradshaw" Layfield     |                                     |
| Matt Striker (Pré-show)      |                                     |
| Scott Stanford (Pré-show)    |                                     |
| Carlos Cabrera (Espanhol)    |                                     |
| Marcelo Rodríguez (Espanhol) |                                     |
| Locutores                    | Tony Chimel (Pré-show)              |
| Locutores                    | Justin Roberts (Raw)                |
| Locutores                    | Lilian Garcia (SmackDown)           |
| Locutores                    | Ricardo Rodriguez (Alberto Del Rio) |
| Árbitros                     | Scott Armstrong                     |
| Árbitros                     | Chad Patton                         |
| Árbitros                     | John Cone                           |
| Árbitros                     | Charles Robinson                    |
| Árbitros                     | Mike Chioda                         |
| Árbitros                     | Rod Zapata                          |

### Pré-show
No pré-show do evento transmitido pelo YouTube, houve uma Battle Royal para determinar a desafiante ao Divas Championship. Naomi conseguiu a vitória ao eliminar por último Kaitlyn, depois da mesma ser atacada por Eve.
Também no pré-show, Michael Cole e Josh Mathews revelaram os ganhadores do Slammy Awards, sendo os prêmios entregues um dia depois no Raw.

### Lutas preliminares
Na primeira luta da noite, o Team Rhodes Scholars (Cody Rhodes e Damien Sandow) enfrentavam Rey Mysterio e Sin Cara em uma Luta de duplas com mesas para determinar os desafiantes ao WWE Tag Team Championship. Durante quase toda a luta, Rhodes e Sandow tiveram o controle da luta, atacando Mysterio e Sin Cara nos entornos do ringue. A luta chegou ao seu fim quando Sin Cara se preparava para pular das cordas para uma mesa onde estava Sandow, mas foi empurrado por Rhodes que acabou caindo em uma mesa que estava fora do ringue.
Na segunda luta, Antonio Cesaro enfrentava R-Truth em uma luta pelo United States Championship. A luta acabou quando Cesaro conseguiu aplicar um Neutralizer em Truth, conseguindo realizar o pinfall.
Na terceira luta da noite, Kofi Kingston defendia o Intercontinental Championship contra Wade Barrett. A luta chegou ao seu fim quando Kingston se livrou de um Bull hammer de Barrett e conseguiu aplicar um Trouble in Paradise, fazendo o pinfall.
Na quarta luta da noite, que tinha por estipulação uma Luta Tables, Ladders, and Chairs de trios decidida por pinfall ou submissão, o Team Hell No (Kane e Daniel Bryan) e Ryback enfrentavam a The Shield (composta por Seth Rollins, Roman Reigns e Dean Ambrose). No começo da luta, Ambrose aplicou um DDT em Kane em uma cadeira e Ryback aplicou um Suplex duplo em Rollins e Ambrose e em seguida tentou aplicar um Shell Shock, mas Reigns o interceptou. Logo após, Rollins, Reigns e Ambrose aplicaram um Powerbomb triplo na mesa dos comentaristas espanhóis em Ryback, como no Survivor Series. A luta chegou ao seu fim quando Reigns conseguiu aplicar um Powerbomb em Bryan do topo de uma escada, fazendo com que esse caísse em uma mesa, com Reigns logo após conseguindo realizar o pinfall.

### Lutas principais
Na luta seguinte, Eve defendeu o Divas Championship contra a vencedora da Battle royal Naomi. Eve conseguiu a vitória após aplicar um Neckbreaker, conseguindo o pinfall.
Na sexta luta da noite, Big Show defendia o World Heavyweight Championship contra Sheamus em uma Luta de cadeiras. A luta se concentrou em ataques com cadeiras no estômago por ambas as partes. No fim da luta, Show aplicou um KO Punch em Sheamus, mas o mesmo conseguiu escapar do pinfall a tempo. Logo após, Show trouxe uma cadeira gigante para o ringue, batendo com ela nas costas de Sheamus e o nocauteando, conseguindo realizar o pinfall para manter o título.
Na penúltima luta da noite, Alberto Del Rio, The Miz e The Brooklyn Brawler enfrentaram os 3MB (composto por Heath Slater, Jinder Mahal e Drew McIntyre). A luta foi marcada após Slater, Mahal e McIntyre insultarem e tentarem atacar Carlos Cabrera e Marcelo Rodríguez, os comentaristas espanhóis e depois Ricardo Rodriguez durante um segmento do Miz TV. A equipe de Alberto Del Rio conseguiu a vitória após Brooklyn Brawler aplicar um Boston crab em Mahal, fazendo o mesmo desistir.
No evento principal, Dolph Ziggler defendia sua maleta do Money in the Bank contra John Cena em uma Luta de escadas. O combate foi equilibrado do começo ao fim. Em dado momento, Cena caiu da escada em cima de uma mesa que estava dentro do ringue. No fim da luta, de repente Vickie Guerrero veio ao ringue com uma cadeira na mão. Vickie ameaçou bater em Cena, mas AJ Lee veio correndo para o ringue. AJ veio por trás, então abordou Vickie e lhe tirou a cadeira. Então, então ela aplicou um Five Knuckle Shuffle de Cena. Ele então subiu na escada e quando estava na metade dela, AJ virou a escada, assustando a multidão e depois fez seu olhar louco para Ziggler. AJ em seguida, deu um sorriso grande para Ziggler, e deixou o ringue. Ziggler levou vantagem para subir a escada, agarrando a pasta, e puxando-o para fora do gancho para vencer a luta.

## Após o evento
Rhodes Scholars (Damien Sandow e Cody Rhodes) receberam a oportunidade pelo WWE Tag Team Championship no Main Event da semana seguinte, mas foram derrotados por Kane e Daniel Bryan.

## Recepção
O evento recebeu criticas extremamente positivas. O website canadense Canadian Online Explorer deu nota 10 ao evento, parabenizando a estréia no ringue da The Shield e a Luta de escadas entre John Cena e Dolph Ziggler, dando nota máxima para ambas as lutas, descrevendo-as como "absolutamente fantásticas" e que "mostravam que o futuro pode ser agora" e que "qualquer uma delas poderia ser o evento principal da noite" e que uma luta pelo WWE Championship não fez falta, já que a WWE compensou muito bem o evento.

## Resultados
| Nº                                          | Resultados | Estipulações                                                                                   | Tempo |
| ------------------------------------------- | --- | ---------------------------------------------------------------------------------------------- | ----- |
| Dark                                        | JTG derrotou David Otunga | Luta individual                                                                                | N/A   |
| Pré- show                                   | Naomi venceu ao eliminar por último Kaitlyn                                                                                         | Battle Royal para determinar a desafiante ao Divas Championship                                | 5:25  |
| 1                                           | Team Rhodes Scholars (Cody Rhodes e Damien Sandow) derrotou Rey Mysterio e Sin Cara                                                 | Luta de duplas com mesas para determinar os desafiantes ao WWE Tag Team Championship           | 9:29  |
| 2                                           | Antonio Cesaro (c) derrotou R-Truth                                                                                                 | Luta individual pelo United States Championship                                                | 6:40  |
| 3                                           | Kofi Kingston (c) derrotou Wade Barrett                                                                                             | Luta individual pelo Intercontinental Championship                                             | 8:13  |
| 4                                           | The Shield (Seth Rollins, Roman Reigns e Dean Ambrose) derrotou Team Hell No (Kane e Daniel Bryan) e Ryback                         | Luta Tables, Ladders, and Chairs de trios decidido por pinfall ou submissão                    | 22:44 |
| 5                                           | Eve Torres (c) derrotou Naomi | Luta individual pelo Divas Championship                                                        | 2:58  |
| 6                                           | Big Show (c) derrotou Sheamus | Luta de cadeiras pelo World Heavyweight Championship                                           | 14:17 |
| 7                                           | Alberto Del Rio (com Ricardo Rodriguez), The Miz e The Brooklyn Brawler derrotaram 3MB (Heath Slater, Jinder Mahal e Drew McIntyre) | Luta de trios                                                                                  | 3:23  |
| 8                                           | Dolph Ziggler derrotou John Cena | Luta de escadas pelo contrato Money in the Bank pelo World Heavyweight Championship de Ziggler | 23:16 |
| (c) – Refere-se aos campeões antes da luta. | |                                                                                                |       |

1. ↑  As outras participantes eram: Aksana, Alicia Fox, Cameron, Layla, Natalya, Rosa Mendes e Tamina Snuka.